# Joan Maria Morros
Joan Maria Morros i Cuadras (Igualada, 1970) es un periodista español, actualmente jefe de Informativos de las emisoras RAC 1 y RAC105 del Grupo Godó, y decano del Colegio de Periodistas de Cataluña.

## Biografía
Inició su trayectoria como periodista como redactor y más tarde como jefe de Informativos de la emisora desaparecida "Anoia Ràdio - Cadena 13", entre 1988 y 1993. Después fue corresponsal de Catalunya Ràdio en la zona de Igualada-Anoia durante diez años (1990-2000). En 1993 y durante siete años fue el director de Televisió Igualada.
En la emidora RAC 1 empezó como redactor de informativos y poco después empezó a dirigir y presentar el programa informativo "Mercats", que se emitía entonces cada anochecer de lunes a viernes (2000-04). En 2004 pasó a formar parte del programa El món a RAC 1, que dirige y presenta Jordi Basté, y en enero de 2008 asumió la coordinación del programa.
En octubre de 2008 fue designado jefe de informativos de RAC 1 y RAC105. Desde noviembre de 2019, es también decano del Colegio de Periodistas de Cataluña.

## Publicaciones
- Els Coixinets (Columna, 2017)[4][5]